# Mathias Bak Christensen
| Position             | SF/PF                                   |
| Personal information |                                         |
| Født                 | 30 Juni 1995 (alder 27)Næstved, Danmark |
| Nationalitet         | Dansk                                   |
| højde                | 2.03 m (6,8 ft)                         |
| vægt                 | 105 kg                                  |
| Career information   |                                         |
| NBA draft            | Undrafted                               |
| Playing career       | 2011-nu                                 |
| Career history       |                                         |
| 2011-2018            | Team FOG Næstved                        |
| 2018                 | Falcon                                  |
| 2018-2019            | Værløse                                 |
| 2019-2020            | Nässjö Basket                           |
| 2020-2021            | Værløse Bluehawks                       |
| 2021-present         | Team FOG Næstved                        |

Mathias Bak Christensen er en dansk baskeball spiller der spiller i den danske basketliga klub Team FOG Næstved. Mathias spiller forward med sine 203 cm og 105 kg i vægt. Mathias spillede basket i Næstved Basketball næsten hele sin ungdom. han havde også et enkelt år på idrætsefterskolen EVN.

## Karriere

### Team FOG Næstved 2011-2018
Mathias starter på Næstveds førstehold Team FOG Næstved i 2011. Det første år han spiller for team fog næstved, spiller hans far Peter Holm Christensen også på holdet. Mathias er kun 16 år gammel den sæson. Det år vinder Team FOG Næstved bronze for første gang i deres historie.
I sæsonen 13/14 var det der Mathias for første gang rigtig slog til. han startede inde flere kampe i den sæson, men på grund af et træner skift i midten af sæsonen måtte Team FOG Næstved dog ende på en 5. plads
I sæsonen 14/15 vinder team fog igen bronze og Mathias snittede næsten 15 minutter per kamp.
i sæsonen 16/17 vinder team fog næstved sin første titel nogensinde mod holdet Horsens IC. Mathias Bak Christensen havde 2 point i den kamp.
Mathias spiller to sæsoner mere i klubben

### Værløse 18-19
Efter to måneders pause fra basket, skifter Mathias Bak Christensen til værløse. første år i værløse snitter Mathias Bak Christensen 14,3 point og 9 rebounds per kamp. Værløse kommer i playoffs, men ryger ud til Bakken Bears i første runde. Efter en god halvsæson i værløse skifter Mathias Bak Christensen til Nässjö Basket

### Nässjö Basket 19-20
Mathias Bak Christensen skifter henover sommeren til Nässjö Basket. Mathias snitter 7 point og 5 rebounds per kamp i Sverige. Nässjö Basket kæmpede sig til en plads i playoffs, men sæsonen blev aflyst på grund af corona

### Værløse Blue Hawks 20-21
Mathias skifter så tilbage til værløse efter en sæson i udlandet. værløse har et rigtigt godt dansk hold, med spillere som Martin Poulsen og Mathias Bak Christensen, så det var spænende om de kunne overraske. Mathias Bak Christensen snittede 14,7 point og 7,8 rebounds.
Mathias Bak Christensen havde flere vilde præstationer den sæson. Han havde sin første 30 points kamp mod Bears Academy, og han havde flere kampe med +20.

### Team FOG Næstved 2021-present
Mathias besluttede sig for at tage tilbage til sin hjemby Næstved efter 3 sæsoner væk. Team FOG havde et rigtigt stærkt hold i 21/22 sæsonen hvor Mathias Bak Christensen spillede en stor rolle på holdet.
Team FOG spillede et dårligt slutspil og endte med at blive 5 efter at havde endt 2 i grundspillet

## Landshold
Mathias Bak Christensen spillede sin første kamp på senior landsholdet mod tjekkiet hvor han fik 12 sekunder. Efter det blev han udtaget til at de skulle spille em kvalifikation, hvor han endte med at have en stor rolle. De spillede først mod tjekkiet hvor de vandt og Mathias Bak Christensen havde 3 point. Deres næste kamp var mod Litauen som bliver set som den største danske basket præstation. Mathias Bak Christensen spillede en fremragende kamp og havde 13 point. det betød også han var anden topscorer på landsholdet